# 琼脂小杆菌属
琼脂小杆菌属（学名：Agaribacterium）是纤维弧菌科下的一个属。

## 下属物种
本属包括以下物种：
- 鲍琼脂小杆菌 Agaribacterium haliotis，分离自福建晋江市鲍鱼肠道。[2]